# 駒立町
駒立町（こまだちちょう）は、愛知県岡崎市の町名である。丁番を持たない単独町名であり、19の小字が設置されている。

## 地理
岡崎市の北西部に位置する。
山間の小集落であるが、複数の観光ぶどう狩り園があり、2019年（令和元年）度には約8万人が訪れた。

### 河川
- 真福寺川

### 小字
| - 字アマヤケ（あまやけ） - 字石神（いしがみ） - 字カワテ（かわて） - 字川根（かわね） - 字クリギ（くりぎ） - 字コブチ（こぶち） - 字スカニサワ（すかにさわ） - 字タカサラタ（たかさらた） - 字ツツミコシ（つつみこし） - 字トイスミ（といすみ） | - 字トウノシタ（とうのした） - 字ナカサラタ（なかさらた） - 字ノボリ（のぼり） - 字ノリコヘ（のりこへ） - 字ノンタチ（のんたち） - 字東ガイト（ひがしがいと） - 字ヒヤケ田（ひやけだ） - 字ヒロミ（ひろみ） - 字マルタ（まるた） |

## 世帯数と人口
2019年（令和元年）5月1日現在の世帯数と人口は以下の通りである。
| 町丁   | 世帯数 | 人口  |
| ------ | ------ | ----- |
| 駒立町 | 62世帯 | 194人 |

### 人口の変遷
国勢調査による人口の推移
| 1995年（平成7年）  | 273人 | [ 7 ]  |  |
| 2000年（平成12年） | 250人 | [ 5 ]  |  |
| 2005年（平成17年） | 227人 | [ 8 ]  |  |
| 2010年（平成22年） | 207人 | [ 9 ]  |  |
| 2015年（平成27年） | 184人 | [ 10 ] |  |

## 小・中学校の学区
市立小・中学校に通う場合、学区は以下の通りとなる。
| 番・番地等 | 小学校             | 中学校             |
| ---------- | ------------------ | ------------------ |
| 全域       | 岡崎市立恵田小学校 | 岡崎市立岩津中学校 |

## 歴史

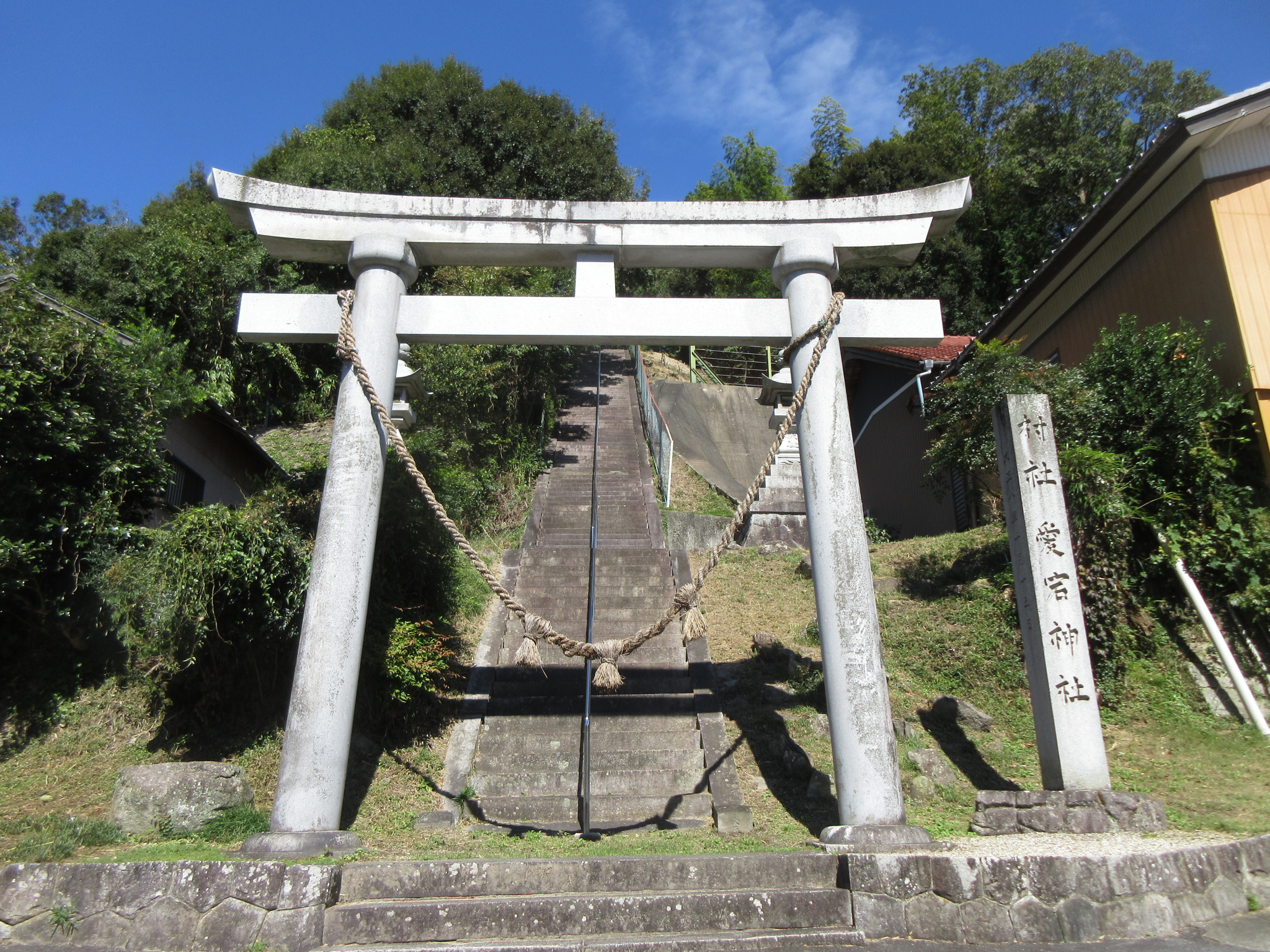
愛宕神社

額田郡駒立村を前身とする。

### 町名の由来
当地で飛脚馬が立って鳴いたという逸話から馬立ち付近と呼ばれ、後に駒立になったとされる。

### 沿革
- 1889年（明治22年）10月1日 - 町村制施行。岩津村・八ツ木村・西阿知和村・東阿知和村・西蔵前村・東蔵前村・丹坂村・恵田村と合併し、岩津村大字駒立となる[13]。
- 1928年（昭和3年）5月1日 - 町制施行に伴い、岩津町大字駒立となる[14]。
- 1955年（昭和30年）2月1日 - 岡崎市へ編入し、同市駒立町となる[14]。

## 施設
- 岡崎高原カントリークラブ
- 愛宕神社
- 本光寺

## 交通
- 新東名高速道路
  - 通過するのみである。
- 愛知県道339号長沢東蔵前線

## その他

### 日本郵便
- 郵便番号 : 444-2104[3]（集配局：岩津郵便局[15]）。

## 参考資料
- 「角川日本地名大辞典」編纂委員会 編『角川日本地名大辞典 23 愛知県』角川書店、1989年3月8日。ISBN 4-04-001230-5。
- 有限会社平凡社地方資料センター 編『日本歴史地名体系第23巻 愛知県の地名』平凡社、1981年。ISBN 4-582-49023-9。
- 新編岡崎市史編さん委員会 編『新編岡崎市史 総集編 20』1993年。